# Philippe Doucet (journaliste)
Pour les articles homonymes, voir Philippe Doucet.
Philippe Doucet, né à Vannes en 1962, est un journaliste sportif français.

## Biographie
Diplômé de l'ESC Rouen, sa passion du sport et de l'écriture le poussent vers le journalisme sportif. Il débute en 1986 dans le journal Golf Magazine. En 1987, il entre au quotidien sportif Le Sport lancé par Xavier Couture et Jérôme Bureau. L'aventure ne durera qu'un an jusqu'à la suppression du quotidien.
En 1989, Charles Bietry l'engage sur Canal+. D'abord commentateur de football dans le rôle de consultant, à partir de 1999, il se spécialise ensuite dans les outils d'analyse du football, devenant le « troisième homme » de Thierry Gilardi. Féru de statistiques qu'il commente lors du grand match de Ligue 1 sur Canal et dans Les Spécialistes. Il est surtout connu pour avoir créé et développé la « Palette à Doudouce » (palette graphique pour analyser le jeu) sur Canal+,,,. Il a aussi commenté le tennis et les JO (escrime) sur Canal+. Il couvre aussi, depuis 1992, la coupe d'Afrique des nations de football sur Canal+ Afrique. Et présente l'émission Talents d'Afrique. Il est à l'origine de la création de l'émission Data Room sur Canal+ Sport.
Entre 2002 et 2003, il est président du club de football du SCO d'Angers,.
Il est membre du Comité scientifique du sport et expert auprès de la commission des Compétitions à la LFP. Proposant formations (journalisme, communication, media training) et animations (conférence, séminaires), il a créé sa société « La Palette à Doudouce ». Il travaille également en radio et en presse écrite.

## Récompense
En 2007, il reçoit le Prix du commentateur sportif décerné par l'association des écrivains sportifs. Ce prix est décerné à un journaliste, professionnel, commentateur audiovisuel, aux connaissances et au jugement appréciés qui, dans ses interventions sur le sport, se sera exprimé avec le souci constant de respecter les règles de la langue française.